# King's College London
King's College London je veřejnou vysokou školou ve Spojeném království a jednou ze zakládajících institucí Londýnské univerzity. Založena byla v roce 1829 králem Jiřím IV. a vévodou z Wellingtonu. Jedná se o jednu z nejprestižnějších univerzit ve Velké Británii.
Hlavní areál King's College London se nachází na ulici Strand v centru Londýna. Akademické aktivity univerzity jsou organizovány do devíti fakult, které jsou rozděleny do mnoha oddělení, center a výzkumných diviz. King's je členem řady akademických organizací, včetně sdružení Association of Commonwealth Universities, Evropské asociace univerzit, asociace Russell Group, a je součástí tzv. „zlatého trojúhelníku“, což je neoficiální označení pro elitní britské univerzity nacházející se v jihoanglických městech Londýn, Cambridge a Oxford. Univerzita má přibližně 25 tisíc studentů, 6113 zaměstnanců a celkový příjem 604 milionů liber v roce 2013/14, z čehož 172 milionů liber pochází z výzkumných grantů a smluv.

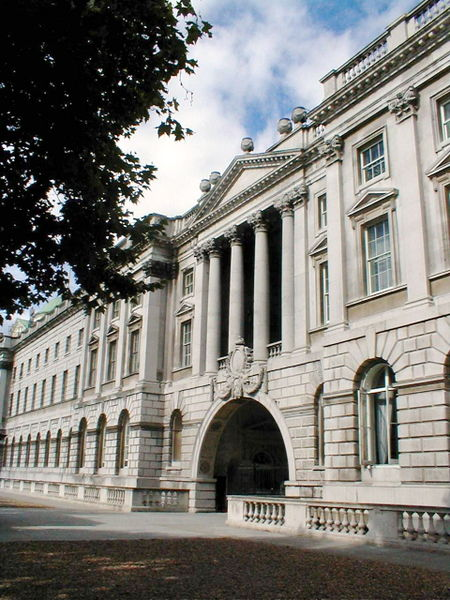
Hlavní kampus univerzity v londýnském The Strand

King's College London se v britských univerzitních žebříčcích pro rok 2021 umístila na 20. (Complete), 30. (Times) a 42. (The Guardian) místě. V mezinárodních žebříčcích (pro rok 2021) zaujala 31. (QS), 35. (THE) a 47. místo (ARWU).
Dle žebříčku The Sunday Times je King's 13. nejnáročnější univerzitou pro přijetí ve Velké Británii. Pro akademický rok 2017/2018 nabídla King's místo (offer) v průměru 69,7 % uchazečům o bakalářské studium (podmíněné výsledkem z A-levels, popř. maturity - obvykle s vyznamenáním).
Mezi absolventy a zaměstnanci této instituce je 14 nositelů Nobelovy ceny .

## Významní akademici a absolventi

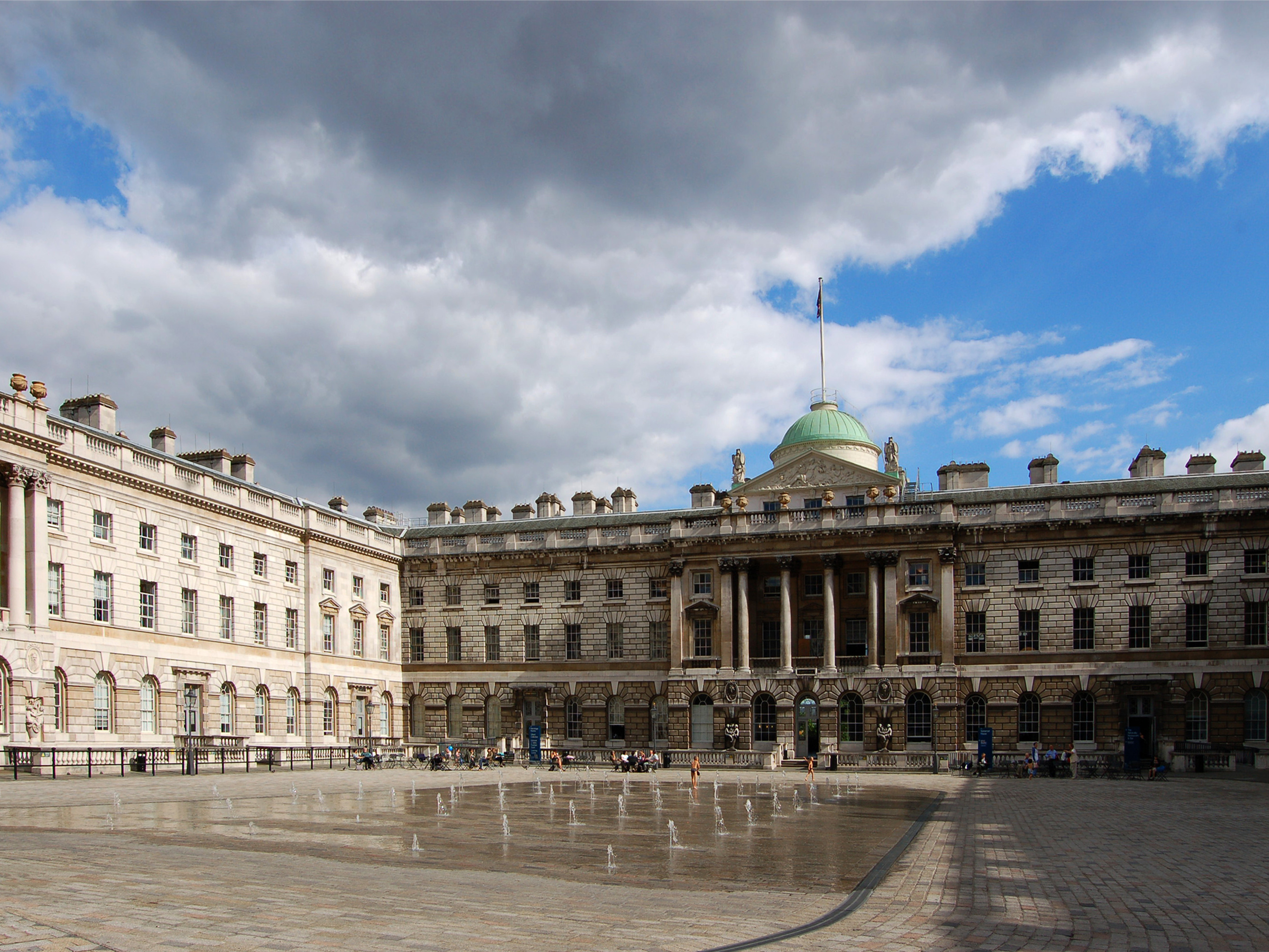
Východní křídlo Somerset House, část hlavního kampusu univerzity v londýnském The Strand

- Tomáš Garrigue Masaryk
- Petr Pavel
- Jiří Šedivý
- James Clerk Maxwell
- Arthur C. Clarke
- Rosalind Franklin

- Walter Bentley
- Lord Geidt
- Lord Phillips
- Lord Judge
- Lord Carey
- John Keats
- Virginia Woolf
- Alain de Botton
- Lord Owen
- Lord Harding

- Neo Kian Hong

## Laureáti Nobelovy ceny

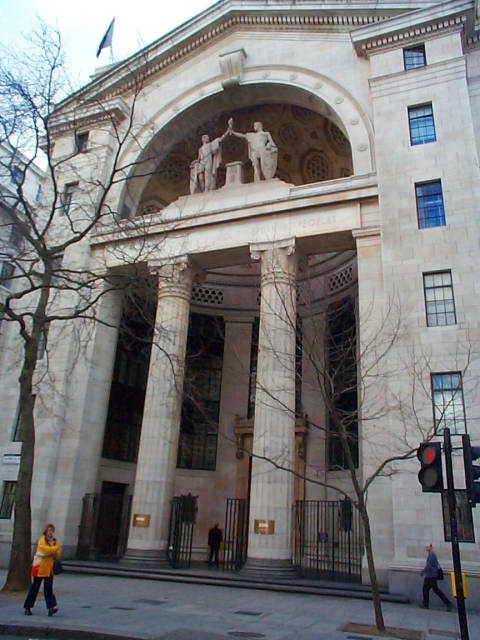
Bush House, součást Strand kampusu

- Charles Glover Barkla
- Sir Owen Willans Richardson
- Sir Frederick Hopkins
- Sir Charles Scott Sherrington

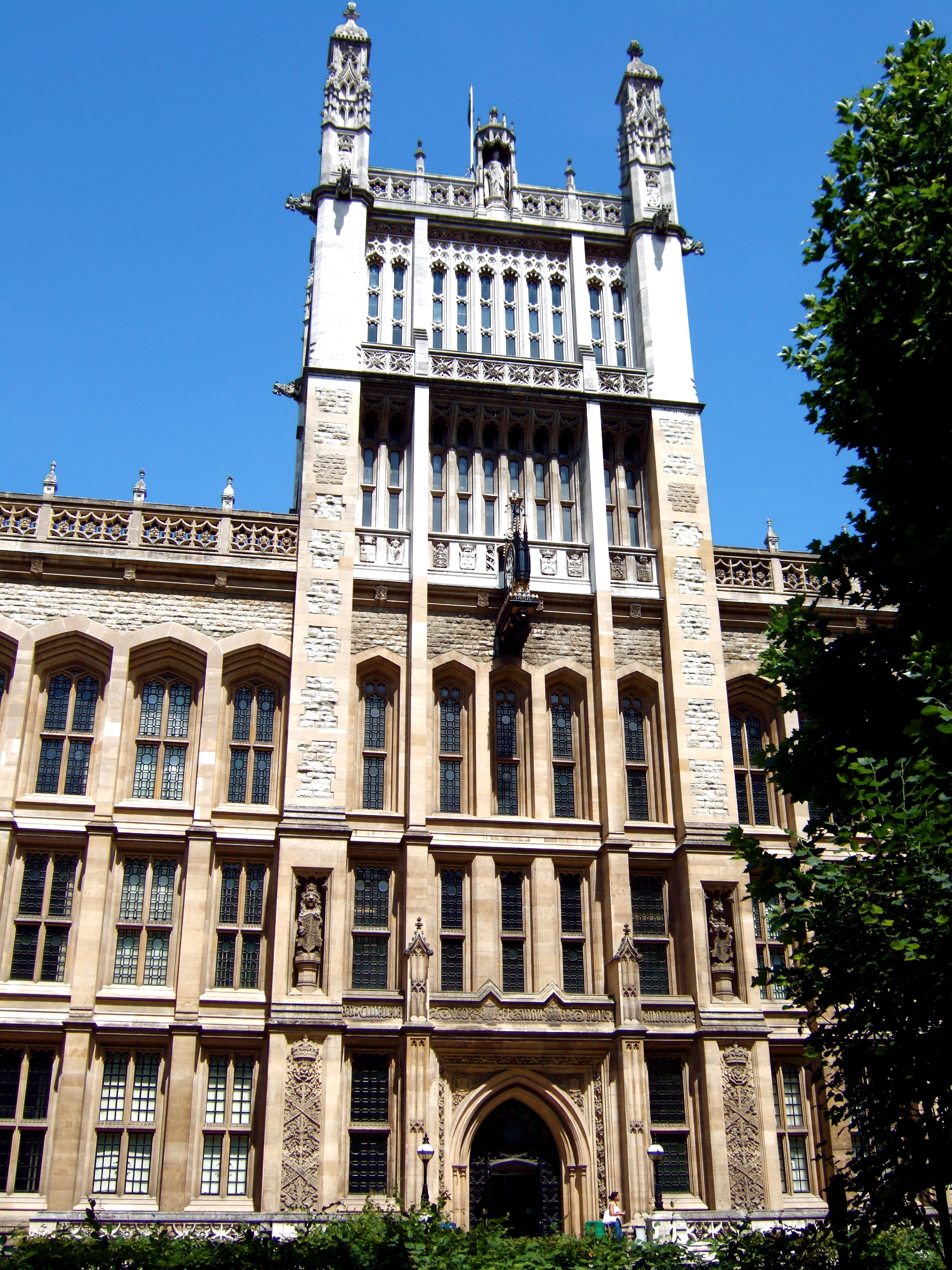
Hlavní knihovna univerzity (Maughanova knihovna)

- Sir Edward Victor AppletonBush House, součást Strand kampusu
- Max Theiler
- Maurice Wilkins
- Desmond Tutu
- Sir James Black
- Mario Vargas Llosa
- Peter Higgs
- Michael Levitt